# Ulldeter
Ulldeter és un circ muntanyós del Pirineu Oriental situat al nord del municipi de Setcases (Ripollès). El seu nom prové del fet que acull el naixement del riu Ter.
Unit pel nord-est amb el circ de Morens (i limitats tots dos al nord per una carena que els separa del Conflent i, per tant, de la vall del Tet), està emmarcat pel pic de la Dona a l'est (2.704 m), el pic de Bastiments (2.881 m) al nord, i el Gra de Fajol (format pel gra de Fajol de Dalt, de 2.706 m, i pel Gra de Fajol de Baix, de 2.536 m), al sud-oest. Aquests estan separats pel coll de la Marrana (que separa el Gra de Fajol Alt del Pic de Bastiments), que dona accés a la vall del Freser.

## Esquí
El nord del circ està ocupat per les instal·lacions de l'estació de d'esquí de Vallter 2000, que disposa a més d'una pista que segueix tot el circ fins al Pla dels Hospitalets.

## Excursionisme
Ulldeter fou un dels primers nuclis de l'excursionisme català: el Centre Excursionista de Catalunya va edificar entre 1907 i 1909, a 2.391 metres, el xalet-refugi d'Ull de Ter, obra de l’arquitecte Jeroni Martorell, un dels primers refugis del país. Va ser dinamitat el 1939 pel franquisme per evitar-ne la utilització per part dels maquis, i del qual es poden veure actualment les restes prop del naixement del Ter). Des de 1959, existeix un altre refugi, més modern, situat a uns 500 m de distància i 150 m de desnivell de l'antic, i al qual s'accedeix a partir de la carretera que duu a l'estació d'esquí.
És una de les escoles d'alpinisme més freqüentades del Pirineu, tant per part d'esquiadors de muntanya (pujada al Bastiments i travesses vers Núria o el Coll de Carançà) com d'escaladors (amb les populars escalades de les cares nord del cims del Gra de Fajol).